# آنتال یاکوبیشویلی
آنتال یاکوبیشویلی (انگلیسی: Antal Yaakobishvili؛ زادهٔ ۱۲ ژوئیهٔ ۲۰۰۴) بازیکن فوتبال اهل مجارستان است.
وی همچنین در تیم ملی فوتبال زیر ۲۱ سال مجارستان بازی کرده است.